# Решковці
45°59′ пн. ш. 16°49′ сх. д. / 45.99° пн. ш. 16.81° сх. д.
Решковці (хорв. Reškovci) — населений пункт у Хорватії, в Б'єловарсько-Білогорській жупанії у складі громади Капела.

## Населення
Населення за даними перепису 2011 року становило 34 осіб.
Динаміка чисельності населення поселення: